# Mistrzostwa Polski w piłce siatkowej kobiet (1937)
Mistrzostwa Polski w piłce siatkowej kobiet 1937 – 8. edycja rozgrywek o mistrzostwo Polski w piłce siatkowej kobiet. Rozgrywki miały formę turnieju rozgrywanego w Łodzi. Pierwszy raz odbywał się w hali. W turnieju mogły wziąć udział drużyny, które zwyciężyły w eliminacjach okręgowych, oraz aktualny mistrz Polski. 

## Rozgrywki
Uczestniczące w mistrzostwach drużyny grały systemem każda drużyna z każdą.
 Wyniki meczów pierwszego dnia zawodów 
| Data       | Drużyna 1        | Wynik | Drużyna 2        | Sety              |
| ---------- | ---------------- | ----- | ---------------- | ----------------- |
| 04.01.1937 | HKS Łódź         | 2:0   | Unia Lublin      | 15:6, 15:1        |
| 04.01.1937 | Gryf Toruń       | 2:1   | Polonia Warszawa | 17:15, 9:15, 15:6 |
|            |                  |       |                  |                   |
| 04.01.1937 | Warta Poznań     | 2:0   | AZS Lwów         | 15:11, 15:11      |
| 04.01.1937 | HKS Łódź         | 2:0   | Gryf Toruń       | 16:14, 15:8       |
|            |                  |       |                  |                   |
| 04.01.1937 | Olsza Kraków     | 2:1   | AZS Warszawa     | 7:15, 15:13, 15:7 |
| 04.01.1937 | Unia Lublin      | 2:0   | AZS Lwów         | 15:12, 15:10      |
|            |                  |       |                  |                   |
| 04.01.1937 | Polonia Warszawa | 2:1   | Olsza Kraków     | 3:15, 15:9, 15:2  |
| 04.01.1937 | AZS Warszawa     | 2:0   | Warta Poznań     | 15:8, 16:14       |

Sensacyjne zwycięstwo Olszy Kraków nad AZS Warszawa. AZS przegrywa pierwszy raz od 7 lat.
 Wyniki meczów drugiego dnia zawodów 
| Data       | Drużyna 1        | Wynik | Drużyna 2        | Sety                |
| ---------- | ---------------- | ----- | ---------------- | ------------------- |
| 05.01.1937 | Polonia Warszawa | 2:0   | AZS Warszawa     | 15:12, 15:9         |
| 05.01.1937 | AZS Lwów         | 2:0   | Olsza Kraków     | 15:12, 15:11        |
|            |                  |       |                  |                     |
| 05.01.1937 | HKS Łódź         | 2:0   | Warta Poznań     | 16:14, 15:6         |
| 05.01.1937 | Gryf Toruń       | 2:0   | Unia Lublin      | 15:5, 15:2          |
|            |                  |       |                  |                     |
| 05.01.1937 | Polonia Warszawa | 2:1   | Warta Poznań     | 12:15, 15:11, 15:7  |
| 05.01.1937 | Olsza Kraków     | 2:1   | HKS Łódź         | 17:15, 13:15, 15:11 |
|            |                  |       |                  |                     |
| 05.01.1937 | AZS Warszawa     | 2:0   | Unia Lublin      | 15:1, 15:6          |
| 05.01.1937 | Gryf Toruń       | 2:1   | AZS Lwów         | 13:15, 15:5, 15:9   |
|            |                  |       |                  |                     |
| 05.01.1937 | Warta Poznań     | 2:0   | Unia Lublin      | 15:3, 17:15         |
| 05.01.1937 | HKS Łódź         | 2:0   | Polonia Warszawa | 15:10, 15:9         |
|            |                  |       |                  |                     |
| 05.01.1937 | AZS Warszawa     | 2:1   | AZS Lwów         | 15:8, 6:15, 15:0    |
| 05.01.1937 | Olsza Kraków     | 2:1   | Gryf Toruń       | 15:4, 10:15, 15:8   |

 Wyniki meczów trzeciego dnia zawodów 
| Data       | Drużyna 1        | Wynik | Drużyna 2    | Sety              |
| ---------- | ---------------- | ----- | ------------ | ----------------- |
| 06.01.1937 | Polonia Warszawa | 2:0   | Unia Lublin  | 15:8, 15:4        |
| 06.01.1937 | HKS Łódź         | 2:0   | AZS Lwów     | 15:9, 15:4        |
|            |                  |       |              |                   |
| 06.01.1937 | Olsza Kraków     | 2:0   | Warta Poznań | 15:6, 15:4        |
| 06.01.1937 | AZS Warszawa     | 2:1   | Gryf Toruń   | 15:3, 15:6        |
|            |                  |       |              |                   |
| 06.01.1937 | Polonia Warszawa | 2:1   | AZS Lwów     | 15:2, 12:15, 15:3 |
| 06.01.1937 | Olsza Kraków     | 2:0   | Unia Lublin  | 15:4, 15:8        |
|            |                  |       |              |                   |
| 06.01.1937 | AZS Warszawa     | 2:0   | HKS Łódź     | 15:6, 15:6        |
| 06.01.1937 | Gryf Toruń       | 2:0   | Warta Poznań | 15:10, 15:3       |

## Składy drużyn
- HKS Łódź: Zofia Adamska, W. Wilmańska I, Zofia Wilmańska II, Leokadia Zelżanka I, Stanisława Zelżanka II, Aurelia Latkówna, Janina Turantówna, Wanda Cichomska II, Jadwiga Ilczukówna, Mieczysława Hołyszewska.

- AZS Warszawa: Edyta Helfeierówna, Zdzisława Wiszniewska, Alicja Piotrowska, Halina Bruszkiewiczówna, Irena Damska, Zofia Wardyńska, Barbara Stefańska.

- Olsza Kraków: Jelonkówna, Szymankówna, Popłatkówna I, Pytlówna, Popłatkówna II, Tomasikówna, Karbatówna, Węglarska.

- Polonia Warszawa: Irena Kamecka, Irena Rapińska, Maria Bielakówna, Helena Łukasik, Helena Kłyszejkowa, Borowiczówna, Halina Wiewiórska, Sława Szmid-Berżyńska.

- Gryf Toruń: Miklasówna, Suflicka, Rynkowska, Bolt, Kopycińska, Lilje, Maria Skrzypnik.

- Warta Poznań: Janina Kryżanka I, Irena Białkowska, Wanda Sekułówna, Pelagia Kryżanka II, Salomea Kryżanka III, Wanda Biegańska, Helena Jaworska.

- AZS Lwów: Fuksówna, Kremerówna, Rajska, Adamska, Jaworska, Batiukówna, Niewiarowska.

- Unia Lublin: Mihułkówna, Krzyszkowska, Wilgatówna, Respondówna, Dybicka, Jarosińska, Wegner, Derecka.

## Klasyfikacja końcowa
| Miejsce | Drużyna          | Zwycięstwa | Sety | Punkty  |
| ------- | ---------------- | ---------- | ---- | ------- |
| złoto   | HKS Łódź         | 5          | 11:4 | 204:155 |
| 2.      | AZS Warszawa     | 5          | 11:5 | 210:140 |
| 3.      | Olsza Kraków     | 5          | 11:7 | 241:185 |
| 4.      | Polonia Warszawa | 5          | 11:7 | 232:193 |
| 5.      | Gryf Toruń       | 4          | 9:8  | 201:185 |
| 6.      | Warta Poznań     | 2          | 5:10 | 175:204 |
| 7.      | AZS Lwów         | 1          | 5:12 | 159:234 |
| 8.      | Unia Lublin      | 1          | 2:12 | 93:204  |

## Dodatkowe informacje
- Do Łodzi przybyła również drużyna z okręgu śląskiego - KPW Katowice, ale nie została zgłoszona w terminie, dlatego nie dopuszczono jej do turnieju.

- AZS Warszawa przegrywa pierwszy raz od 7 lat z Olszą Kraków i Polonią Warszawa.